# Brian Yuzna
Brian Yuzna (Manila, 30 agosto 1949) è uno sceneggiatore, produttore cinematografico e regista statunitense, tra i creatori del relativamente moderno genere fantastic/horror.
Tra i suoi film più significativi possiamo ricordare: Society - The Horror, Re-Animator 2, The Dentist, il suo seguito The Dentist 2 e Necronomicon. 
Ha prodotto numerosi film diretti dall'amico Stuart Gordon, soprattutto horror a basso budget, ma divenuti cult, come il celebre Re-Animator.

## Biografia
Brian Yuzna incomincia la sua carriera con il teatro. La sua originalità e versatilità gli permette di arrivare presto a Los Angeles, ma mantenendosi ancora lontano da Hollywood. Da qui Yuzna continua a lavorare come sceneggiatore e produttore, anche per la Disney in Tesoro, mi si sono ristretti i ragazzi.
Esordisce nel 1986 accanto al regista Stuart Gordon (con il quale collaborerà e gli produrrà parecchie pellicole) nel film From Beyond - Terrore dall'ignoto. Deve aspettare fino al 1989 per dirigere un film vero e proprio: Society - The Horror. La pellicola oramai cult e i successivi lavori lo hanno consolidato tra i più importanti registi horror statunitensi, in particolare tra gli indipendenti.
Nella sua carriera trovano spazio anche due cameo come attore nei film da lui diretti Necronomicon e The Dentist.

## Vita privata
Brian Yuzna è sposato con l'attrice Cathy Yuzna dalla quale ha avuto 4 figli, anch'essi attori: Zoe Yuzna, Conan Yuzna, Noah Yuzna e Logan Yuzna. In molti film Yuzna, ha utilizzato come comparse moglie e figli.

## Riconoscimenti
Brian Yuzna ha collezionato numerosi premi. Precisamente sono 8 premi vinti e 9 candidature:
- Amsterdam Fantastic Film Festival
  - 1994 – Silver Scream Award per Il ritorno dei morti viventi 3
  - 2004 – Candidatura Grand Prize of European Fantasy Film in Gold per Beyond Re-Animator

- Festival internazionale del cinema fantastico di Bruxelles
  - 1990 – Special Award - Best Make-Up per Society - The Horror

- DVD Exclusive Awards
  - 2001 – Candidatura Video Premiere Award - Best Director, per Faust

- Fantafestival
  - 2001 – Audience Award per Faust
  - 2001 – Best Film per Faust

- Festival Internazionale del Cinema di Porto
  - 1994 – Candidatura International Fantasy Film Award - Best Film per Necronomicon
  - 1997 – Candidatura International Fantasy Film Award - Best Film per The dentist
  - 1999 – Candidatura International Fantasy Film Award - Best Film per Progeny
  - 2001 – Candidatura International Fantasy Film Award - Best Film per Faust
  - 2004 – Candidatura International Fantasy Film Award - Best Film per Beyond Re-Animator

- Fantastic'Arts - Festival del film fantastico di Gérardmer
  - 1994 – Audience Award per Il ritorno dei morti viventi 3
  - 1997 – Best Direct-to-Video Film per The dentist

- Catalonian International Film Festival
  - 1998 – Candidatura Best Film per The dentist 2
  - 2000 – Candidatura Best Film per Faust

- Sweden Fantastic Film Festival
  - 1996 – Jury Grand Prize per The dentist
  - 2003 – Grand Prize of European Fantasy Film in Silver per Beyond Re-Animator

## Filmografia

### Regia

#### Cinema
- Society - The Horror (1989)
- Re-Animator 2 (1990)
- Silent Night, Deadly Night 4: Initiation (1990)
- Il ritorno dei morti viventi 3 (Return of the Living Dead III) (1993)
- Necronomicon (1993)
- The Dentist (1996)
- The Dentist 2 (1998)
- Progeny - Il figlio degli alieni (Progeny) (1998)
- Faust (Faust: Love of the Damned) (2000)
- Beyond Re-Animator (2003)
- Rottweiler (2004)
- Beneath Still Waters - Dal profondo delle tenebre (Beneath Still Waters) (2005)
- Amphibious 3D (2010)

#### Televisione
- Tarzan: The Epic Adventures – serie TV (1996)
- Tarzan: The Epic Adventures – film TV (1996)

### Sceneggiatura
- From Beyond - Terrore dall'ignoto (From Beyond), regia di Stuart Gordon (1986)
- Re-Animator 2, regia di Brian Yuzna (1989)
- Tesoro, mi si sono ristretti i ragazzi (Honey, I Shrunk the Kids), regia di Joe Johnston (1989)
- Silent Night, Deadly Night 4: Initiation, regia di Brian Yuzna (1990)
- Silent Night, Deadly Night 5: The Toy Maker, regia di Martin Kitrosser (1991)
- Tesoro, mi si è allargato il ragazzino (Honey I Blew Up the Kid), regia di Randal Kleiser (1992)
- Necronomicon, regia di Christophe Gans, Shūsuke Kaneko, Brian Yuzna (1993)
- Beyond Re-Animator, regia di Brian Yuzna (2003)
- Amphibious 3D, regia di Brian Yuzna (2010)

### Soggetto
- Tesoro, mi si sono ristretti i ragazzi (Honey, I Shrunk the Kids), regia di Joe Johnston (1989)

### Attore
- Necronomicon, regia di Christophe Gans, Shūsuke Kaneko, Brian Yuzna (1993)
- The Dentist, regia di Brian Yuzna (1996)

### Produzione
- Re-Animator, regia di Stuart Gordon (1985)
- From Beyond - Terrore dall'ignoto (From Beyond), regia di Stuart Gordon (1986)
- Dolls, regia di Stuart Gordon (1987)
- Re-Animator 2, regia di Brian Yuzna (1989)
- Tesoro, mi si sono ristretti i ragazzi (Honey, I Shrunk the Kids), regia di Joe Johnston (1989)
- Guyver, regia di Screaming Mad George e Steve Wang (1991)
- Silent Night, Deadly Night 5: The Toy Maker, regia di Martin Kitrosser (1990)
- Infested, regia di Tony Randel (1993)
- Il ritorno dei morti viventi 3 (Return of the Living Dead III), regia di Brian Yuzna (1993)
- Necronomicon, regia di Christophe Gans, Shūsuke Kaneko, Brian Yuzna (1993)
- Crying Freeman, regia di Christophe Gans (1995)
- Faust (Faust: Love of the Damned), regia di Brian Yuzna (2001)
- Arachnid - Il predatore (Arachnid), regia di Jack Sholder (2001)
- Dagon - La mutazione del male (Dagon), regia di Stuart Gordon (2001)
- Darkness, regia di Jaume Balagueró (2002)
- Beyond Re-Animator, regia di Brian Yuzna (2003)
- I delitti della luna piena (Romasanta), regia di Paco Plaza (2004)
- Rottweiler , regia di Brian Yuzna (2004)
- The Nun, regia di Luis de la Madrid (2005)
- Beneath Still Waters - Dal profondo delle tenebre (Beneath Still Waters), regia di Brian Yuzna (2005)
- Takut: Faces of Fear, regia di Razka Robby Ertanto, Ray Nayoan, Rako Prijanto (2008)
- Amphibious 3D, regia di Brian Yuzna (2010)
- Forbidden Zone 2: The Forbidden Galaxy, regia di Richard Elfman (2011)